# Diapheridae
Diapheridae zijn een familie van weekdieren uit de klasse van de Gastropoda (slakken).

## Geslachten
- Bruggennea Dance, 1972
- Diaphera Albers, 1850
- Laoennea Páll-Gergely, 2020
- Parasinoennea Z.-Y. Chen & Páll-Gergely, 2020
- Platycochlium Laidlaw, 1950
- Platylennea Páll-Gergely, 2020
- Pupennea Páll-Gergely, 2020
- Rowsonia Páll-Gergely, 2020
- Sinoennea Kobelt, 1904
- Tonkinia Mabille, 1887

### Synoniemen
- Diaphora Martens, 1860 => Diaphera Albers, 1850